# Colonia los Naranjos
Colonia los Naranjos är en ort i Mexiko.   Den ligger i kommunen Totutla och delstaten Veracruz, i den sydöstra delen av landet, 240 km öster om huvudstaden Mexico City. Colonia los Naranjos ligger 1 079 meter över havet och antalet invånare är 110.
Terrängen runt Colonia los Naranjos är kuperad, och sluttar brant österut. Runt Colonia los Naranjos är det ganska tätbefolkat, med 248 invånare per kvadratkilometer. Närmaste större samhälle är Huatusco de Chicuellar, 9,9 km sydväst om Colonia los Naranjos. I omgivningarna runt Colonia los Naranjos växer i huvudsak städsegrön lövskog.